# Canal Grande (film)
Canal Grande è un film del 1943 diretto da Andrea Di Robilant. La direzione artistica del film, girato a Venezia, fu affidata a Cesco Baseggio, già famoso interprete del teatro veneto. Le canzoni sono composte da Cesare Andrea Bixio e musicate dal maestro Nello Segurini.

## Trama
Venezia, 1881: l'arrivo dei natanti a vapore mette in crisi il tradizionale lavoro dei gondolieri, uno di questi preferisce abbandonare le tradizioni familiari e diventa pilota di un vaporetto, entrando in forte contrasto con il padre e la fidanzata. Diventa l'amante di una capricciosa straniera e, per vivere decorosamente accetta di fare il timoniere sui vaporetti, guadagnandosi la fama di traditore. Alla fine il giovane riconquisterà la stima di tutti vincendo la regata in sostituzione del padre infortunato e ritroverà la fidanzata che gli perdona la scappatella.

## L'Agfacolor
La produzione ebbe l'idea di girare il finale del film, con la Regata sul Canal Grande, completamente a colori, usando la nuova pellicola tedesca Agfacolor, commercializzata nel 1936, sino ad allora usata in Italia solo per documentari e in Germania per il primo lungometraggio interamente a colori Il barone di Münchhausen diretto da Josef von Báky nel 1943. Il risultato non fu dei più felici: i colori, molto alterati rispetto al Technicolor, non incontrarono il favore del pubblico e la pellicola venne successivamente ristampata tutta in bianco e nero.

## Produzione
Co-prodotto dalla Universalcine di Alessandro Ghenzi e la Sol Film di Andrea Di Robilant, il film fu girato per gli interni negli stabilimenti di Cinecittà e per gli esterni a Venezia nei primi mesi del 1943.

## Distribuzione
Il film venne distribuito nel circuito cinematografico italiano nell'ottobre del 1943.

## La critica
Su Film del 16 ottobre 1943: "Il film sostiene una tesi arditissima, ogni nuovo mezzo di civiltà, si afferma a spese di una classe di persone. Nel caso specifico si tratta dei gondolieri veneziani, danneggiati dai vaporetti. Come d'obbligo, il figlio del gondoliere passa al nemico, prima cedendo alla malìa esotica d'una milionaria di passaggio, poi diventando pilota di un vaporetto. Non manca il padre indignato che scaccia il figlio, la ragazza popolana che soffre in silenzio ecc. Ma il giorno della regata il traditore si redime, sostituendo il padre a poppa della gondola e vincendo il premio. Ora dovremmo parlare dei colori, sistema Agfacolor, e francamente preferiremmo tacerne, tutto il finale del film, con la regata che dovrebbe essere il suo pezzo forte è rovinato. Non è serio, alla fine d'un film abbastanza riuscito, presentare al pubblico un simile pasticcio policromo".